# Пирахмедли
Пирахмедли (азерб. Pirəhmədli) — село в одноимённой административно-территориальной единице Физулинского района Азербайджана, расположенное на равнине, в 16 км к югу от города Физули.

## Топонимика
В связи с тем, что село расположено на предгорье (азерб. yal — ял), изначально оно называлось Ял Пирахмедли. Название Пирахмедли происходит от названия поколения пирахмедли, поселившегося здесь в XIX веке.

## История
В годы Российской империи село Пир-Ахмедлу входило в состав Джебраильского уезда Елизаветпольской губернии. 
В советские годы село было центром Пирахмедлинского сельсовета Физулинского района Азербайджанской ССР. 
В результате Первой карабахской войны в августе 1993 года перешло под контроль непризнанной Нагорно-Карабахской Республики.
17 октября 2020 года в видеообращении к нации президент Азербайджана Ильхам Алиев объявил, что азербайджанская армия освободила город Физули, а также сёла Кочахмедли, Чиман, Джуварлы, Пирахмедли, Мусабейли, Ишыглы и Дедели Физулинского района.

## Население
По данным «Свода статистических данных о населении Закавказского края, извлеченных из посемейных списков 1886 года» в селе Пир-Ахмедлу Каракеллинского сельского округа Джебраильского уезда Елизаветпольской губернии был 56 дымов и проживало 332 азербайджанца (указаны как «татары»), которые были шиитами по вероисповеданию и крестьянами.
В 1982 году в селе проживало 1119 человек.

## Экономика
Население села занималось животноводством, возделыванием пшеницы, виноградарством и шелководством.

## Культура
В селе были расположены средняя школа, клуб, библиотека и медицинский пункт.